# Manuel Calecas
Manuel Calecas (en grec Μανουὴλ Καλήκας) fou un parent del patriarca Joannes Calecas, i se suposa que va viure al voltant de 1360 ja que va combatre les doctrines de Gregori Palamàs. Es creu que era un monjo dominic i que va escriure diverses obres en les que es decantava en favor de l'església de Roma tot i que ell era grec, i va ser molt lloat pels seguidors de la doctrina catòlica.
Les seves obres són:
- Libri IV adversus errores Graecorum de Processione Spiritus Sancti.
- De Essentia et Operatione Dei (περὶ οὐσίας καὶ ἐνεργείας). Aquesta obra anava dirigida contra Gregori Palamàs, i va ser aprovada pel Sínode de Constantinoble.
- De Fide deque Principiis Catholicae Fidei (περὶ πίστεως καὶ περὶ τῶν ἀρχῶν τῆς καθολικῆς πίστεως). En deu capítols.[1]